# Atletismo nos Jogos Pan-Americanos de 1995 - Salto em distância masculino
As provas do salto em distância masculino nos Jogos Pan-Americanos de 1995 foram realizadas em 18 e 19 de março, no Estádio Atlético "Justo Roman".

## Medalhistas
| Ouro                  | Prata                    | Bronze                        |
| Iván Pedroso CUB Cuba | Jaime Jefferson CUB Cuba | Elmer Williams PUR Porto Rico |

## Resultados

### Eliminatórias
| Posição | Grupo | Nome            | Nacionalidade      | Tempo | Notas |
| ------- | ----- | --------------- | ------------------ | ----- | ----- |
| 1       | A     | Iván Pedroso    | CUB Cuba           | 8.47  | q     |
| 2       | A     | Elmer Williams  | PUR Porto Rico     | 7.98  | q     |
| 3       | A     | Jaime Jefferson | CUB Cuba           | 7.84  | q     |
| 4       | A     | Tony Walton     | USA Estados Unidos | 7.75  | q     |
| 7       | A     | Dion Bentley    | USA Estados Unidos | 7.60  | q     |
| 1       | B     | Garfield Gill   | BAR Barbados       | 7.65  | q     |
| 2       | B     | Nestor Horacio  | ARG Argentina      | 7.38  | q     |
| 3       | B     | Wayne McSween   | GRN Granada        | 7.29  | q     |

### Final
| Posição           | Nome            | Nacionalidade      | Marca | Notas |
| ----------------- | --------------- | ------------------ | ----- | ----- |
| Medalha de ouro   | Iván Pedroso    | CUB Cuba           | 8.50  |       |
| Medalha de prata  | Jaime Jefferson | CUB Cuba           | 8.23  |       |
| Medalha de bronze | Elmer Williams  | PUR Porto Rico     | 8.00  |       |
| 4                 | Tony Walton     | USA Estados Unidos | 7.89  |       |
| 5                 | Michael Francis | PUR Porto Rico     | 7.78  |       |
| 6                 | Dion Bentley    | USA Estados Unidos | 7.68  |       |
| 7                 | Wayne McSween   | GRN Granada        | 7.34  |       |
| 8                 | Jerome Romain   | DMA Dominica       | 7.30  |       |